# Campionati europei di ciclismo su pista 2024 - Corsa a eliminazione femminile
La corsa a eliminazione femminile ai Campionati europei di ciclismo su pista 2024 si svolse il 13 gennaio 2024 presso l'Omnisport Apeldoorn di Apeldoorn, nei Paesi Bassi.

## Risultati
| Pos. | Atleta               | Nazione       |
| ---- | -------------------- | ------------- |
| 1    | Lotte Kopecky        | Belgio        |
| 2    | Lea Lin Teutenberg   | Germania      |
| 3    | Jessica Roberts      | Gran Bretagna |
| 4    | Chiara Consonni      | Italia        |
| 5    | Maria Martins        | Portogallo    |
| 6    | Anita Stenberg       | Norvegia      |
| 7    | Valentine Fortin     | Francia       |
| 8    | Olivija Baleišytė    | Lituania      |
| 9    | Barbora Němcová      | Rep. Ceca     |
| 10   | Babette van der Wolf | Paesi Bassi   |
| 11   | Alžbeta Bačíková     | Slovacchia    |
| 12   | Ida Krum             | Danimarca     |
| 13   | Tetyana Klimchenko   | Ucraina       |
| 14   | Laura Rodríguez      | Spagna        |
| 15   | Michelle Andres      | Svizzera      |
| 16   | Mia Griffin          | Irlanda       |
| 17   | Patrycja Lorkowska   | Polonia       |
| 18   | Argiro Milaki        | Grecia        |